# Dodo Saxum
Il Dodo Saxum è una struttura geologica della superficie di 101955 Bennu.